# Свято дело
„Свято дело“ (изписване до 1945 година: „Свято дѣло“) с подзаглавие Македонско списание е българско списание, което излиза в Кюстендил от 1902 до 1903 година.

## История
Излиза ежемесечно на 30 число. Печата се в първата кюстендилска печатница „Братя Г. Дюлгерови“, основана от свищовлията Никола Дюлгеров. Списанието се издава от Иван Строгов, а в него пише и Владимир Попанастасов. Издава се в 90 страници и съдържа рубрики за литературни произведения, история на Македонския въпрос, статии, стихотворения, разкази, из чуждия печат, книжнина, хроника и други.
| Годишнина | Броеве | Дата                     |
| --------- | ------ | ------------------------ |
| I         | 1 – 10 | октомври 1902 – юли 1903 |

Списанието се бори за помиряване на враждуващите ВМОК и ВМОРО в македоно-одринското освободително движение: „Служейки на изключително на освободителната кауза, нам са еднакво мили всички ратници, принадлежащи на която и да било група“. Сред сътрудниците са Стоян Михайловски, Стилиян Чилингиров и Стилиян Кутинчев (като Ст. Жечкин).